# 3836 Lem
3836 Lem este un asteroid din centura principală, descoperit pe 22 septembrie 1979, de Nikolai Cernîh.